# Journal of Statistical Mechanics: Theory and Experiment
Journal of Statistical Mechanics: Theory and Experiment (J. Stat. Mech. Theor. Exp.) ist eine begutachtete wissenschaftliche Fachzeitschrift mit inhaltlichem Schwerpunkt auf  statistischer Physik. Die Zeitschrift wird vom Institute of Physics (IOP) zusammen mit der International School for Advanced Studies (SISSA) herausgegeben. Die Veröffentlichung erfolgt dabei ausschließlich online.
Wie schon dem Titel der Zeitschrift zu entnehmen ist, werden sowohl experimentelle wie auch theoretische Arbeiten im Bereich der statistischen Physik veröffentlicht.
Der Impact Factor beträgt 2,371 (Stand: 2018). Im Science Citation Index belegte das Journal mit diesem Impact Factor Rang 19 von 139 Zeitschriften in der Kategorie Mechanik und Platz 9 von 55 Journals in der Kategorie mathematische Physik.